# Amomum citrinum
Amomum citrinum är en enhjärtbladig växtart som först beskrevs av Henry Nicholas Ridley, och fick sitt nu gällande namn av Richard Eric Holttum. Amomum citrinum ingår i släktet Amomum och familjen Zingiberaceae. Inga underarter finns listade i Catalogue of Life.